# Ernst von Velen
Ernst von Velen (* 1600; † 9. August 1627) war Domherr in Münster und Paderborn.

## Leben
Ernst von Velen wuchs als Sohn des Alexander von Velen und seiner Gemahlin Agnes von Leerodt († 1624) zusammen mit seinen Geschwistern Alexander (1599–1675, kaiserlicher Generalfeldmarschall), Maria (1601–1624) und Agnes Alexandrine in der westfälischen Adelsfamilie von Velen auf. Ernst hatte an der Universität in Paris studiert und erhielt nach Vorlage des Studienzeugnisses die Dompräbende in Münster, auf die sein Bruder Alexander im Jahre 1621 verzichtet hatte. Am 31. Juli 1627 war er auch Domherr in Paderborn. Ernst erhielt die Genehmigung für eine Studienreise nach Italien. Dort traf er den Kardinal von Hohenzollern. Auf der Rückreise nach Deutschland wurde er von Freibeutern angegriffen und am 9. August 1627 ermordet.